# Skrudelino (gmina)
Skrudelino – dawna gmina wiejska funkcjonująca pod zwierzchnictwem polskim w latach 1919–1920 na obszarze tzw. administracyjnego okręgu wileńskiego (obecnie na Łotwie, przy granicy z Litwą i Białorusią). Siedzibą władz gminy było Skrudelino (łot. Skrudaliena).
Przed I wojną światową gmina Skrudelino należała do powiatu iłłuksztańskiego w guberni kurlandzkiej. Po wojnie jednostka weszła w skład utworzonego i administrowanego przez Zarząd Cywilny Ziem Wschodnich powiatu brasławskiego. Jednakże w lipcu 1920 roku obszar gminy Skrudelino (oraz pięciu innych sąsiednich gmin o łącznej powierzchni 1,5 tys. km²) został zajęty przez Łotyszy i wcielony do Łotwy. Obszar ten jest jedynym skrawkiem terytorium podlegającym pod polską administrację w latach międzywojennych, który obecnie należy do Łotwy.
Po II wojnie światowej obszar gminy Skrudelino wszedł w struktury administracyjne Związku Radzieckiego.